# باشگاه فوتبال آباهانی داکا
آباهانی لیمیتد داکا (به بنگالی: ঢাকা আবাহনী লিমিটেড)، داکا آباهانی یا آباهانی لیمیتد نیز نامیده می‌شود، یک باشگاه فوتبال حرفه‌ای بنگلادشی است که در منطقهٔ دانموندی در داکا، بنگلادش واقع شده‌است. این باشگاه در حال حاضر در لیگ برتر بنگلادش رقابت می‌کند.
این باشگاه با نام آباهانی کریرا چاکرا (به بنگالی: আবাহনী ক্রীড়া চক্র) تأسیس شد. از طریق سازماندهی مجدد باشگاه ورزشی اقبال در سال ۱۹۷۲ توسط شیخ کمال، پسر ارشد شیخ مجیب الرحمن. در سال ۱۹۸۹ به یک شرکت محدود تبدیل شد. آباهانی لیمیتد داکا به عنوان یکی از باشگاه‌های معروف و مورد حمایت بنگلادش در نظر گرفته می‌شود. از زمان ورود به صحنه فوتبال بنگلادش، این باشگاه یک رقابت طولانی مدت با تیم همسایه، باشگاه ورزشی محمِدان بنگلادش، معروف به شهرآورد داکا، شکل داده‌است.
این باشگاه یازده عنوان قهرمانی لیگ داکا را کسب کرده‌است که تا سال ۲۰۰۶ بالاترین سطح برای این عنوان در بنگلادش بود. از زمان آغاز به کار اولین لیگ حرفه ای کشور، آنها به رکورد هفت عنوان قهرمانی لیگ برتر بنگلادش دست یافته‌اند. آنها با ۱۷ عنوان قهرمانی لیگ داخلی، دومین باشگاه موفق در تاریخ لیگ برتر بنگلادش هستند. رتبهٔ نخستین را تیم رقیب، محمدان بنگلادش، به دست آورده‌است. این باشگاه هر دو جام فدراسیون (۱۲ بار) و جام استقلال (۲ بار) را به دست آورده‌است. آنها همچنین در هر دو قاره و فوتبال شبه قاره با کسب ۳ جام (جام چارمز، جام بوردولو و جام Sait Nagjee) از هند موفقیت‌های زیادی کسب کرده‌اند، در حالی که در سال ۲۰۱۹، آباهانی اولین باشگاه بنگلادشی بود که به مرحله حذفی جام ملت‌های آسیا راه یافت.